# Przemówienie w Pałacu Sportu

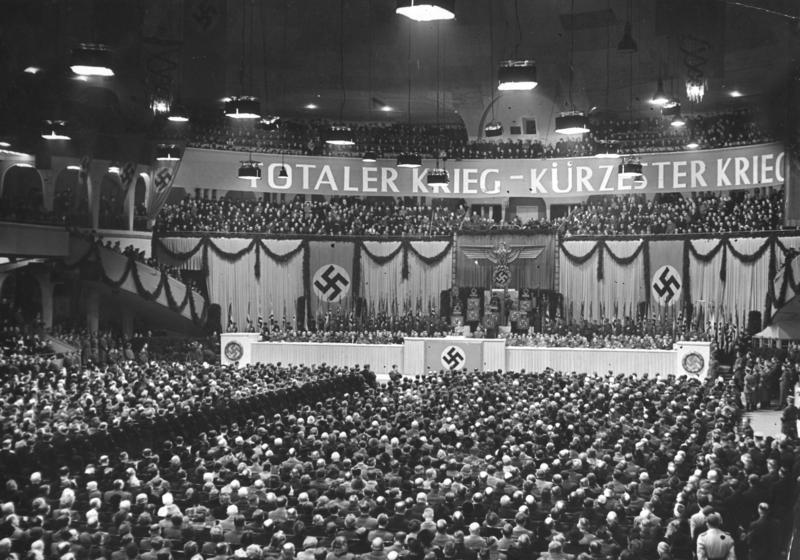
Sala w Pałacu Sportu podczas przemówienia

Przemówienie w Pałacu Sportu (niem. Sportpalastrede) – mowa wygłoszona przez ministra propagandy Josepha Goebbelsa w berlińskim Pałacu Sportu 18 lutego 1943 roku dla dużej, lecz starannie wybranej publiczności. W wygłoszonej mowie wzywał do rozpoczęcia wojny totalnej przeciwko ZSRR i państwom alianckim.
Przemówienie jest uważane za najsłynniejszą mowę wygłoszoną przez Josepha Goebbelsa.
Mowa była pierwszym publicznym wezwaniem liderów III Rzeszy do stawienia czoła poważnemu i zbliżającemu się zagrożeniu. Goebbels nawoływał Niemców do kontynuowania wojny nawet jeśli miałaby być długa i trudna, ponieważ w grę wchodziło przetrwanie Niemiec i antybolszewickiej Europy.

## Tło
W porównaniu z latami wcześniejszymi rok 1943 rozpoczął się dla III Rzeszy problemami militarnymi na wszystkich frontach. 2 lutego bitwa stalingradzka zakończyła się otoczeniem wojsk 6 Armii marszałka Friedricha Paulusa. Na konferencji w Casablance, Winston Churchill i Franklin Delano Roosevelt zażądali bezwarunkowej kapitulacji Niemiec. Sowieci zaczęli odzyskiwać swoje terytoria: Kursk (8 lutego), Rostów (14 lutego), Charków (16 lutego). W północnej Afryce Afrika Korps Erwina Rommla zaczął odczuwać poważne problemy, gdy niemieckie statki zaopatrzeniowe płynące do Trypolisu zostały zatopione przez Aliantów. Kampania w zachodniej Afryce została zakończona po zwycięstwie Brytyjczyków i sił sprzymierzonych w Tunezji, które to siły były wspierane przez oddziały z Algierii i Libii. Militarny upadek Włoch spowodował rozszerzenie niemieckiego zaangażowania w Afryce, na Pacyfiku Amerykanie po wielu miesiącach odzyskali Guadalcanal i odnieśli także zwycięstwa w bitwie pod Midway i w bitwie na morzu Koralowym.
Adolf Hitler zareagował, wprowadzając pierwsze środki mające na celu mobilizację. 2 lutego 100.000 restauracji i klubów w całych Niemczech zostało zamkniętych. Miliony Niemców wysłuchały przemówienia Goebbelsa w radiu, w którym mówił o „pechu ostatnich tygodni” oraz o „niejasnym obrazie sytuacji”. Publiczność reagowała fanatycznie, wzmacniając efekt przemówienia. Obecni w Pałacu Sportu zostali wybrani przez Goebbelsa, co pokazało jedną z wielu jego umiejętności propagandowych. Goebbels chciał ponadto, aby poprzez wzbudzenie powszechnego entuzjazmu przekonać Hitlera, aby ten dał mu więcej władzy w nadchodzącej wojnie totalnej.

## Szczegóły
Trzy główne aspekty, które Goebbels przytoczył w przemówieniu to:
- Jeśli Wehrmacht nie przełamie zagrożenia z frontu wschodniego, może dojść do upadku Rzeszy na rzecz bolszewizmu, a wkrótce potem upadnie cała Europa[2].
- Wehrmacht, naród niemiecki oraz państwa osi same mają siłę do ocalenia Europy przed tym zagrożeniem[2].
- Zagrożenie jest blisko. Niemcy powinny zadziałać szybko i stanowczo, inaczej może być za późno[2].

Goebbels podsumował, że „dwa tysiące lat historii Zachodu jest w niebezpieczeństwie” i obarczył za niemieckie niepowodzenia Żydów. Gdy odnosił się do ogólnokrajowej mobilizacji Sowietów, nazywając ją „diabelską”, wyjaśnił, że „nie możemy przezwyciężyć bolszewickiego zagrożenia, o ile nie użyjemy równorzędnych, ale jednak nie identycznych metod w wojnie totalnej”. Następnie uzasadnił surowość wprowadzonych środków wyjaśniając, że mają one charakter tymczasowy.
Historyczne znaczenie mowy leży w fakcie, iż po raz pierwszy przywódcy Rzeszy przyznali się do problemów i ogłosili mobilizację. Goebbels zażądał, aby żaden Niemiec nie myślał o jakimkolwiek kompromisie, a zamiast tego „cały naród powinien myśleć tylko o twardej wojnie”.
Goebbels przeciwstawił się licznym doniesieniom w prasie alianckiej twierdzącym, że Niemcy stracili wiarę w zwycięstwo, dlatego wielokrotnie na koniec zadawał publiczności pytania:
„Czy wierzycie w Führera i w ostateczne zwycięstwo narodu niemieckiego? Czy ty i naród niemiecki jesteście chętni do pracy, jeżeli Führer wyda taki rozkaz, 10,12, a jeżeli to będzie konieczne - 14 godzin na dobę i oddać wszystko dla zwycięstwa? Czy chcecie wojny totalnej? Jeśli to konieczne, czy chcecie wojny bardziej totalnej i radykalnej niż cokolwiek, co możemy sobie dziś wyobrazić?”

## Oprawa i publiczność
Przemówienie zostało wygłoszone w Pałacu Sportu. Publiczność siedziała nie tylko przed sceną, ale także za i pod wielkim transparentem nad sceną, na którym widniał napis „TOTALER KRIEG – KÜRZESTER KRIEG” (wojna totalna – wojna najkrótsza). Wzdłuż znajdowały się nazistowskie flagi oraz swastyka.
Chociaż Goebbels zażądał, aby publiczność obejmowała przedstawicieli „wszystkich klas i zawodów” (włączając w to żołnierzy, lekarzy, naukowców, artystów, inżynierów, architektów, nauczycieli), osoby, które brały udział w spotkaniu, zostały starannie dobrane. Po przemówieniu Goebbels powiedział Albertowi Speerowi, że była to najlepiej wytrenowana publiczność, jaką można było znaleźć w Niemczech.

## Cytaty
| Tekst niemiecki | Tekst polski |
| --- | --- |
| „Ich frage euch: Wollt ihr den totalen Krieg? Wollt ihr ihn, wenn nötig, totaler und radikaler, als wir ihn uns heute überhaupt erst vorstellen können?” | „Czy chcecie wojny totalnej? Jeśli to konieczne, czy chcecie wojny bardziej totalnej i radykalnej niż cokolwiek, co możemy sobie dziś wyobrazić?” |
| […] | […] |
| „Nun, Volk, steh auf und Sturm brich los!” | „Teraz narodzie, powstań i pozwól rozpętać się burzy!”                                                                                            |
| | |

Ostatnie zdanie pochodzi z wiersza Männer und Buben autorstwa Carla Theodora Körnera napisanego podczas wojen napoleońskich. Słowa Körnera były użyte przez Hitlera w jego mowie z 1920 roku zatytułowanej „Czego chcemy”. Została ona wygłoszona w Monachium w Hofbräuhaus am Platzl. Sam Goebbels używał tych słów we wcześniejszych mowach, włączając w to mowę z 6 lipca 1932 podczas kampanii wyborczej, w wyniku której naziści przejęli władzę w Niemczech.